# Альберти, Конрад
Конрад Альбе́рти (нем. Konrad Alberti; 1862 - 1918) — литературный псевдоним немецкого писателя Конрада Зитенфельда (нем. Konrad Sittenfeld).

## Биография
Конрад Альберти родился 9 июля 1862 году в городе Бреслау (ныне Вроцлав).
Один из представителей натуралистической школы 1880-х годов. Выступил резкой полемикой против старых традиций и условности в театре (брошюры: «Herr L’Arronge u. das Deutsche Theater», «Ohne Schminke») и ожесточенными нападками на Пауля Хейзе.
Согласно «ЭСБЕ»: в дальнейшей беллетристической деятельности Альберти выделялся больше умом и наблюдательностью, чем художественным талантом.
Основная тема его повестей и романов — борьба за существование и в материальном значении слова, и в смысле всякого стремления вперед, борьбы новых поколений и новых идей с отживающими традициями. Она проводится в повестях: «Riesen und Zwerge» (1889) и «Plebs» (1887) и в романах: «Wer ist der Stärkere» (1888) и «Die Alten u. die Jungen» (1889). В последнем вся тогдашняя литературная жизнь изображена под видом распри в музыкальном мире.
Отличительная черта произведений Конрада Альберти — возведенная в принцип эротическая разнузданность, доходящая до цинизма. Альберти написал ещё: «Das Recht auf Liebe» (1890); «Schröter u. Соmр.» (1892); «Maschinen» (1894), «Die Schöne Theotoki» (1899) и др. — но все это шаблонные романы, сильно уступающие первым боевым произведениям автора.
Ему же принадлежит несколько пьес: «Вrot» (1888); «Ein Vorurtheil» (1891); «Bluff» (1893); «Die Französin» (1894) и другие.
Конрад Альберти скончался 24 июня 1918 года в столице Германии городе Берлине.